# Manuel Ferrara
Manuel Jeannin (Le Raincy, 1 de noviembre de 1975), conocido profesionalmente como Manuel Ferrara, es un actor y realizador de cine pornográfico francés. Ferrara, uno de los principales actores de la industria del porno, ha ganado más de 64 premios de la industria para adultos, incluidos seis premios AVN como Artista Masculino del Año —el récord del galardón— y fue incluido en los Salones de la Fama de AVN y XRCO.

## Primeros años de vida
Ferrara nació en Le Raincy, Francia, y creció en la cercana Gagny. Nacido de un padre francés y una madre española. Su padre era electricista y su madre era una señora de la limpieza que había emigrado a Francia. Su padre murió cuando Ferrara tenía 17 años. Manuel estudió para ser profesor de educación física.

## Carrera
Manuel Ferrara debutó en el porno en 1997, cuando aún era un estudiante y tras apuntarse a un concurso celebrado por el diario Connexion para buscar nuevos actores para una serie de películas porno tituladas: ¿Y por qué usted no? ("Pourquoi pas vous ?"). El actor rodó su primera escena junto a una actriz poco conocida llamada Alessandra. Le siguieron más películas amateurs hasta que en 1999 el actor Rocco Siffredi le ofreció participar en sus producciones; de hecho, a lo largo de su carrera, el actor ha protagonizado varias de las entregas de las series: Rocco: animal trainer, Rocco's initiations y Rocco's true anal stories.
En 2001 dio el salto a los Estados Unidos. Un año después, recibió el Premio XRCO al mejor actor revelación. 
En 2003 inició su carrera como director, una labor que ha ido compaginando con la actuación. Para ello fichó primero por Platinum X, donde realizó sus primeras películas, como la trilogía Euro girls never say no o I'm your slut. Tras un año de contrato, se mudó a Red Light District, donde permaneció hasta mediados de 2006. Ahí rodó las once entregas de la saga Anal expedition, Manuel Ferrara's POV o Perfect match, una coproducción con Vivid con Briana Banks como protagonista, que sin embargo no se estrenaría hasta 2008. En julio de 2006 se pasó a Evil Angel, donde se reencontró con Rocco Siffredi. Evilution, otra trilogía, supuso su debut con la productora.

## Vida personal
Estuvo casado con la actriz Dana Vespoli desde enero de 2005. Tienen tres hijos en común. Tras el divorcio, Manuel ha estado con la exactriz Katsuni y actualmente se encuentra de pareja con la actriz Kayden Kross, con quien tiene una niña que nació en enero de 2014.

## Premios

### XRCO
- 2002 - Premios XRCO Mejor actor revelación.[6]
- 2003 - Premios XRCO Mejor trío por Mason's dirty tricks (con Julie Night y Steve Holmes).[6]
- 2003 - Premios XRCO Mejor escena en pareja por Babes in Pornland 14: Bubble Butt Babes (con Jewel De'Nyle).[6]

### AVN
- 2004- Premios AVN Mejor actor extranjero del año.[7]
- 2004 - Premios AVN Mejor escena de sexo en grupo por Back 2 evil (con Ashley Long, Julie Night y Nacho Vidal).[7]
- 2005 - Premios AVN Mejor actor del año.[8]
- 2005 - Premios AVN Mejor escena en pareja por Stuntgirl (con Angelica Costello).[8]
- 2006 - Premios AVN Mejor actor del año.[9]
- 2006 - Premios AVN Mejor escena de sexo anal en pareja por Cumshitters (con Katsumi).[9]
- 2007 - Premios AVN Mejor escena en pareja por Emperor (con Janine Lindemulder).[10]
- 2007 - Premios AVN Mejor escena en pareja por Slave Dolls 2 (con Tiffany Mynx).[10]
- 2007 - Premios AVN Mejor actor de reparto por She bangs.[10]
- 2007 - Premios AVN Mejor trío por Fuck Slaves (con Sandra Romain y Sasha Grey).[10]
- 2008 - Premios AVN Mejor escena en pareja por Evil Anal 2 (con Jenna Haze).[11]
- 2009 - Premios AVN Mejor escena de sexo anal en pareja por Big wet asses 13 (con Sunny Lane).[12]